# Campeonato Uruguaio de Futebol de 1948 – Segunda Divisão
A Segunda Divisão Uruguaia de 1948 ou Segunda Divisão do Campeonato Uruguaio de 1948, também conhecida oficialmente como Campeonato Uruguayo de Primera División "B" de 1948 ou simplesmente como Primera "B" de 1948, foi a sétima edição da segunda divisão profissional do futebol no Uruguai. A competição não foi concluída devido a uma greve dos jogadores. Não houve acessos nem rebaixamentos.

## Regulamento
O campeonato seria disputado no sistema de pontos corridos, de forma contínua, em turno e returno, sendo 7 (sete) jogos de ida e 7 (sete) jogos de volta, sagrando-se campeão o clube que acumulasse o maior número de pontos ganhos em toda a disputa. Além do título, o campeão garantiria também acesso à primeira divisão do Campeonato Uruguaio de 1948. O último colocado na tabela ao final das 14 rodadas seria rebaixado para a terceira divisão uruguaia da temporada seguinte.

## Participantes
Participaram da edição de 1948: cinco clubes remanescentes da edição de 1947 (Bahía, Bella Vista, Canillitas, Progreso, Racing e Sud América), além de Miramar, rebaixado da primeira divisão de 1947, e Artigas, campeão da Divisional Intermedia de 1947.

## Tabela
| Classificação | Classificação | Pts. | J | V | E | D | GP | GC | SG  | Resultado final |
| ------------- | ------------- | ---- | - | - | - | - | -- | -- | --- | --------------- |
| —             | Bella Vista   | 11   | 7 | 5 | 1 | 1 | 24 | 12 | 12  |                 |
| —             | Racing        | 10   | 7 | 4 | 2 | 1 | 15 | 8  | 7   |                 |
| —             | Sud América   | 10   | 7 | 5 | 0 | 2 | 18 | 10 | 8   |                 |
| —             | Progreso      | 9    | 7 | 3 | 3 | 1 | 19 | 14 | 5   |                 |
| —             | Miramar       | 7    | 7 | 3 | 1 | 3 | 14 | 11 | 3   |                 |
| —             | Artigas       | 5    | 7 | 2 | 1 | 4 | 9  | 19 | −10 |                 |
| —             | Canillitas    | 3    | 7 | 0 | 3 | 4 | 8  | 17 | −9  |                 |
| —             | Bahía         | 1    | 7 | 0 | 1 | 6 | 8  | 24 | −16 |                 |

| Fonte: Segunda División Profesional (em castelhano) |